# Генріх Брюнінг
Генріх Брюнинг (нім. Heinrich Brüning; 26 листопада 1885, Мюнстер, Вестфалія, Німецька імперія — 30 березня 1970, Норвіч, штат Вермонт, США) — німецький юрист, економіст, історик, філолог і політичний діяч, міністр закордонних справ і канцлер Рейху (1930–1932) у період Веймарської республіки.

## Біографія
Він був сином виноторговця. До війни вивчав філософію та політичні науки, а в 1915 році вступив в німецьку піхоту. У 1915–1918 рр. — офіцер армії Німецької імперії, нагороджений Залізним хрестом другого і першого класів. Підвищений у званні капітана. У 1920–1930 рр. працював у християнських профспілках. У 1923 році протестував проти окупації Рура. Активіст Центристською партії. У 1924–1933 рр. був членом рейхстагу від Бреслау (Вроцлава). У 1929–1930 рр. очолював парламентську фракцію Партії центру. Коли нацистська партія прийшла до влади в 1934 році, він емігрував до США, де був викладачем в Гарвардському університеті. У 1954 році він ненадовго повернувся до Німеччини, але потім повернувся до Америки, де і помер.